# Stepan Maksimovič Petričenko
Stepan Maksimovič Petričenko, trasl. angl Stepan Maximovich Petrichenko, in russo Степан Максимович Петриченко? (Nikitenka, 1892 – Vladimir, 2 giugno 1947), è stato un rivoluzionario russo, un politico anarco-sindacalista a capo della Repubblica Sovietica di Naissaar (Repubblica Sovietica dei Soldati e Costruttori di Fortezze) nel 1921 e a capo della commissione rivoluzionaria portò alla Rivolta di Kronštadt del 1921.

## Biografia
Petričenko nacque nel 1892 nel villaggio di Nikitenka nel Governatorato di Kaluga da una famiglia di contadini. Due anni dopo la sua nascita, la sua famiglia si trasferì ad Alexandrovsk, dove Stepan si diplomò presso il collegio cittadino e si unì poi alle ferrovie locali come lavoratore di metalli. Nel 1913 Petrichenko fu chiamato per il servizio militare nella marina russa, dove fu assegnato alla corazzata russa Petropavlovsk, facente parte della Flotta del Baltico.
Durante la Rivoluzione di febbraio in Russia, era stato con la flotta nell'isola estone di Nargen (ora Naissaar). Nel dicembre 1917, fu proclamata una Repubblica Sovietica dei Soldati e Costruttori di Fortezze di Nargen, repubblica che fu appoggiata con ottantadue truppe navali che guidavano circa 800 lavoratori locali.
Petrichenko combatté i bolscevichi e l'Impero tedesco contribuendo all'evacuazione di Naissaar il 26 febbraio con la flotta baltica in direzione di Helsinki e di lì a Kronstadt.
Nel 1919 entrò nel Partito Comunista Russo (bolscevichi), ma poi si dimise. Nell'estate del 1920, tornò a casa con l'approvazione di Nestor Makhno. Non era un ufficiale di carriera nella flotta baltica, tuttavia si prese carico della responsabilità di guidare la flotta, pur ricoprendo il ruolo di ingegnere della Petropavlovsk.
Dopo che la ribellione venne stroncata dall'Armata Rossa guidata da Michail Tuchačevskij, fuggì in Finlandia, dove continuò la lotta contro i bolscevichi. Soggiornò in Finlandia per molti anni, finché non entrò in conflitto con il governo finlandese per il suo sostegno ai gruppi sovietici durante la guerra d'inverno tra l'Unione Sovietica e la Finlandia nel 1940. Arrestato nel 1945, venne espulso in Unione Sovietica, dove fu presto arrestato e deportato nella prigione di Vladimir, dove morì poco dopo.

## Opere
- Stepan Petrichenko, Pravda o kronshtadtskikh sobytiiakh, 1921. (in russo Правда о кронштадтских событиях?; in italiano: La verità sui fatti di Kronstadt)